# Ivan Kireevski
Ivan Vasilievici Kireevski (în rusă Ива́н Васи́льевич Кире́евский; n. 22 martie/3 aprilie 1806, Moscova, Imperiul Rus – d. 11/23 iunie 1856, Sankt Petersburg, Imperiul Rus) a fost un critic literar și filosof rus, care, împreună cu Aleksei Homiakov, este considerat fondatorul mișcării slavofile.

## Primii ani de viață și începutul carierei
Ivan Kireevski și fratele lui, Piotr, s-au născut într-o familie nobiliară educată cu mijloace considerabile. Tatăl lor a fost cunoscut pentru faptul că ura ateismul francez cu atâta pasiune încât ardea grămezi de cărți ale lui Voltaire, achiziționate special în acest scop; ura sa a fost contractată în timp ce-i vindeca pe soldații răniți în cursul invaziei franceze din Rusia. Băiatul avea doar șase ani la momentul morții tatălui său; el a fost crescut de un unchi matern, Vasili Jukovski, și de mama lui, M-me Avdotia Elaghina, o femeie influentă care deținea un salon la Moscova, ce era frecventat de înalta nobilime. Ea avea o antipatie față de Petru cel Mare pentru modul în care a tratat-o pe soția lui Eudoxia și pe familia Lopuhin, cu care se înrudea. Aversiunea tatălui său față de cultura franceză și neîncrederea mamei în oficialitățile postpetrine au modelat opiniile lui Kireevski cu privire la Rusia și la istoria patriei sale.
Începând din 1821, Kireevski a frecventat Universitatea din Moscova, unde a devenit interesat de filozofia germană contemporană și s-a alăturat cercului de „iubitori ai înțelepciunii” (Liubomudri), condus de Dmitri Venevitinov și Vladimir Odoievski. El a fost deosebit de impresionat de învățăturile lui Schelling, a cărui reprezentare a lumii ca un organism viu era în concordanță cu aversiunea intensă a lui Kireevski față de raționalismul european. Primele opere literare ale lui Kireevski nu i-au conferit un loc în istoria literaturii ruse, dar el a câștigat o oarecare faimă prin publicarea unor analize literare penetrante ale autorilor contemporani. Studiul din 1828 dedicat poeziei lui Pușkin, scris în proză și intitulat „Câteva observații cu privire la caracterul poeziei lui Pușkin”, a cuprins prima analiză aprofundată a romanului în versuri Evgheni Oneghin. Mai târziu, Kireevski a corespondat cu Pușkin și și-a publicat lucrările în periodicul de scurtă durată „Evropeieț” (Europeanul).
După ce a fost refuzat de către vărul său, Kireevski s-a stabilit pentru Europa, unde a audiat cursuri lui Schelling, Schleiermacher, Hegel și Michelet. În timpul călătoriilor sale, el a perceput fundațiile putrede ale societății occidentale, bazate pe individualism, pe care le-a pus mai târziu în contrast cu integralitatea (sobornost) societății ruse. Întors la Moscova prin 1832, el „a unit toată aristocrația literară” (așa cum a spus Pogodin), sub egida „Evropeieț”. Revista a fost interzisă după două numere, dar nu înainte ca Kireevski să publice acolo întinsul său articol Secolul al XIX-lea, prima critică vastă a filosofiei și valorilor occidentale.
Eșecul „Evropeieț” a exacerbat dezamăgirea lui Kireevski față de elita și intelectualitatea rusă. S-a căsătorit și s-a dedicat din toată inima vieții de familie. Mulți critici, începând cu Herzen, au avut tendința de a atribui cei doisprezece ani de pauză în cariera literară a lui Kireevski înclinației sale oblomoviene către indecizie și lipsă de acțiune. Într-adevăr, întreaga sa producție literară este formată dintr-o duzină de articole lungi care pot fi adunate într-un singur volum (Colecția completă a lucrărilor sale din 1911, inclusiv scrisorile, a încăput în două volume cu 600 de pagini).

## Ideile ulterioare
Abia la începutul anilor 1840 Kireevski a reapărut pe scena intelectuală de la Moscova pentru a ține partea de Homiakov în controversa lui cu Herzen, Timofei Granovski și alți tineri „occidentaliști”. Deoarece regimul reacționar al țarului Nicolae I nu era favorabil pentru activitățile jurnalistice, Homiakov și Kireevski au criticat „raționalitatea analitică, superficială și unilaterală” a Occidentului în saloanele și la seratele de la Moscova.
În puținele sale lucrări scrise, Kireevski pune în contrast filosofia lui Platon și a Părinților greci ai Bisericii (în special Maxim Mărturisitorul) cu raționalismul lui Aristotel și a Doctorilor catolici medievali ai Bisericii. El l-a învinuit pe Aristotel „pentru turnarea în mintea occidentalilor a formelor raționalității”, pe care a definit-o ca prudență timidă (spre deosebire de adevărata înțelepciune) sau „lupta pentru mai bine în cercul banalității”. Doctrina lui Hegel a fost considerată ultima emanație a abordării analitice a lui Aristotel, care a separat mintea de suflet și gândurile de sentimente (religioase).
Kireyevsky a aspirat să recupereze integritatea pierdută a Omului în învățăturile Ortodoxiei. Soția lui devotată l-a prezentat călugărilor bătrâni (starți) de la Mănăstirea Optina, pe care a frecventat-o în anii de declin ai vieții sale. Deși nu a împărtășit entuziasmul radical al lui Iuri Samarin pentru toate lucrurile prepetrine, Kireevski a elogiat comorile spirituale ale Rusiei medievale. Potrivit lui, mănăstirile din vechea Rusie „au radiat o lumină uniformă și armonioasă a credinței și învățăturii” la triburile și principatele slavone. Rețeaua de biserici și mănăstiri acoperea în așa fel Rusia, încât aceste „legăminte de comuniune spirituală” unificau țara într-„un singur organism viu”.
El a murit la vârsta de 50 de ani, în timpul unei epidemii de holeră. Fratele lui, Piotr, i-a supraviețuit numai câteva luni. Ei au fost îngropați unul lângă altul în Mănăstirea Optina, fiind primii laici care au fost onorați astfel.